# João Pimenta Lopes
João Pimenta Lopes (ur. 12 kwietnia 1980 w Campo Grande) – portugalski polityk, poseł do Parlamentu Europejskiego VIII i IX kadencji.

## Życiorys
Z wykształcenia biolog, pracował m.in. w akwarium publicznym Fluviário de Mora i w sekretariacie politycznym Konfederacyjnej Grupy Zjednoczonej Lewicy Europejskiej/Nordyckiej Zielonej Lewicy. Zaangażował się w działalność Portugalskiej Partii Komunistycznej, z jej ramienia został członkiem zgromadzenia gminnego w miejscowości Mora.
W styczniu 2016 objął mandat eurodeputowanego VIII kadencji, zastępując Inês Cristinę Zuber. Wykonywał go do końca kadencji w 2019. Do PE powrócił w lipcu 2021 w trakcie IX kadencji, ponownie zastępując innego z posłów swojego ugrupowania.